# 황벽희운

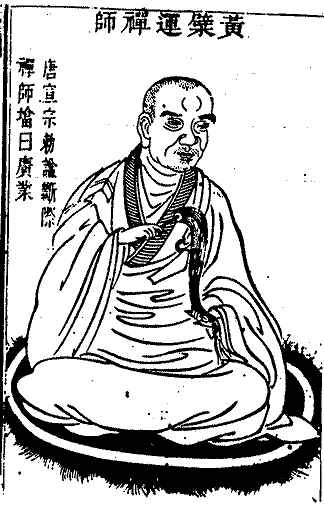
황벽희운의 또 다른 초상

황벽희운(黄檗希運, ? ~ 850년)은 중국 남선종 계열인 임제종의 제10대 조사이다. 스승인 위앙종과 임제종의 9대 조사 백장회해에게 법을 이어받아, 제자인 임제종 11대 조사 임제의현에게 전해주었다.
시호 단제(斷際)이고, 황벽선사(黃檗禪師) 또는 단제선사(斷際禪師)로 알려져 있다.
이마에 작은 혹이 있었고, 음성이 우렁찼으며, 7척이나 되는 거구였다고 한다.

## 일생
중국 당나라 푸젠성[福建省] 출생으로, 농사꾼의 3째 아들로 태어났다. 10살 때, 어머니를 따라 황벽산의 사찰에 가서, 큰 스님의 법문을 들었다. 이후, 집에 돌아와서 계속 생각에 잠겨 있다가 10일 후에 10살의 나이로 홍주(洪州) 황벽산(황보산)에 들어가 승려가 된다.
어릴 때부터 지기(志氣)가 왕성하여 출가한 후, 위앙종과 임제종의 9대 조사인 백장회해의 제자가 되었다.
842년에 상국(재상, 정승)인 배휴(裵休 裵相國, 797-870)가 강서성(江西省) 종릉(鍾陵) 관찰사(觀察使)로 부임하여, 황벽희운을 용흥사(龍興寺)에 모셨다. 848년에 안휘성(安徽省) 완릉(宛陵)에 부임해서는 황벽희운을 완릉(宛陵)의 개원사(開元寺)로 모셨다.
이후 황벽은 황벽산에서 출가하고 최후까지 마쳤으며, 지명에 따라 황벽희운이라고 부른다.

## 일화

### 백장회해와 만난 자리에서 법을 물려받다
황벽희운이 스승을 찾아다니다가 백장회해를 만났다. 황벽희운은 백장회해에게 진리를 어떻게 가르치는지 물었다. 백장회해는 아무말도 하지 않았다. 그러자 황벽희운은 침묵으로 뒷사람들을 끊어지게 하지 말라고 했다.
백장회해는 황벽희운에게 나는 애초에 네가 그렇게 할 것 같았다며 백장회해는 방장실로 들어갔다. 곧, 황벽희운도 방장실로 따라 들어갔다. 이를 법을 이어받았음을 뜻하는 것이다.

### 대웅산의 호랑이
황벽희운이 대웅산에서 절로 돌아오는 길이었다. 백장회해가 황벽희운에게 어디에 갔다오냐고 물었다. 황벽희운은 대웅산 밑에서 버섯을 따서 왔다고 했다. 황벽희운은 갑자기 '어흥'이라고 하며 호랑이가 물어 뜨는 시늉을 했다.
백장회해가 도끼를 들어 황벽희운을 찍는 시늉을 하자, 황벽희운은 도끼를 피해 백장회해를 덮쳤다. 백장회해가 법문에서 대웅산에 호랑이가 있는데, 내가 오늘 한 번 물렸으니 조심하라고 말했다.

### 상국 배휴를 깨닫게 하다
상국(재상=정승) 배휴가 개원사에 와서는 옛 승려들의 그림을 보았다. 그리고는 원주(주지)에게 형상은 그럴듯한데, 옛 승려들은 어디에 있냐고 물었다. 원주(주지)는 아무말도 못하였고, 마침 절에 머물고 있는 황벽희운을 불러왔다.
황벽희운을 본 배휴는 또 다시 형상은 그럴듯한데, 옛 승려들은 어디에 있냐고 물었다. 황벽희운이 배휴를 큰 소리로 부르자, 배휴는 놀라서 엉겁결에 대답했다. 황벽희운은 배휴는 어디에 있냐고 되물었다. 이에 배휴가 깨달았다.

### 황제에게 손찌검을 하다
중국 당나라 황제 선종은 과거에 염관사에서 수행한 적이 있었다. 이때 선종은 황벽희운과 문답을 하다가, 3번 손찌검을 받았다.
이후 황제가 된 선종은 황벽희운을 욕보이기 위해 ‘인행사문’이라는 욕보이는 호를 내리려고 했다. 그러자 상국 배휴가 선종에게 말하기를, 황벽희운이 3번 손찌검을 해준 덕분에 과거, 현재, 미래의 삼제윤회가 끊어졌다고 말했다.
선종은 이에 마음을 돌려 삼제윤회를 끊어줬다는 뜻으로 ‘단제(斷際)’법호를 내려주었다.

## 저서
법어(法語)는 배휴(斐休)가 집대성하여 《황벽산단제선사 전심법요(傳心法要)》와 『완릉록(婉陸錄)』이 있으며, 선의 어록의 대표로서 일찍부터 주목받았다.